# John Meade Falkner
John Meade Falkner (8. května 1858, Manningford, Wiltshire, Anglie – 22. července 1932, Durham, Anglie) byl anglický romanopisec a básník, známý především svým dobrodružným románem Moonfleet (Měsíční Zátoka). Byl také velmi úspěšným podnikatelem v oblasti zbrojního průmyslu.

## Život
Narodil se roku 1858 ve vesnici Manningford Bruce spadající do obce Manningford ve Wiltshire v rodině faráře a samotářského učence. Velkou část dětství strávil v Dorchesteru a Weymouthu. Nejprve (v letech 1873–1877) navštěvoval Marlborough College a pak studoval historii na Hertfordské koleji Oxfordské univerzity, kde promoval roku 1882.
Po ukončení studia krátce působil na škole v Derby a roku 1883 se stal v Newcastlu domácím učitelem v rodině sira Alfreda Nobleho, který řídil firmu Armstrong Whitworth, jednoho z největších výrobců zbraní na světě. Roku 1885 se stal Nobleho osobním tajemníkem a zahájil svou kariéru v jeho firmě. Roku 1888 byl jmenován sekretářem, roku 1901 ředitelem a roku 1915 předsedou správní rady společnosti. Tuto funkci vykonával do roku 1920 a pak byl až do roku 1926 členem představenstva.
Velmi se zajímal o paleografii. Ze svých obchodních cest po celém světě si proto přivážel staré knihy a středověké rukopisy a vytvořil tak cennou sbírku. Díky tomu se stal čestným profesorem na univerzitě v Durhamu, kde žil, a čestným knihovníkem knihovny Durhamské katedrály. Zemřel roku 1932 a jeho popel je uložen v Burfordu, v malém městečku poblíž Oxfordu.
Je autorem tří románů, řady básní a několika knih literatury faktu. Své knihy vydával pod jménem J. Meade Falkner. Nejznámějším jeho dílem je dobrodružný román Moonfleet (1898, Měsíční Zátoka), který se stal velmi populární dětskou četbou.

## Dílo

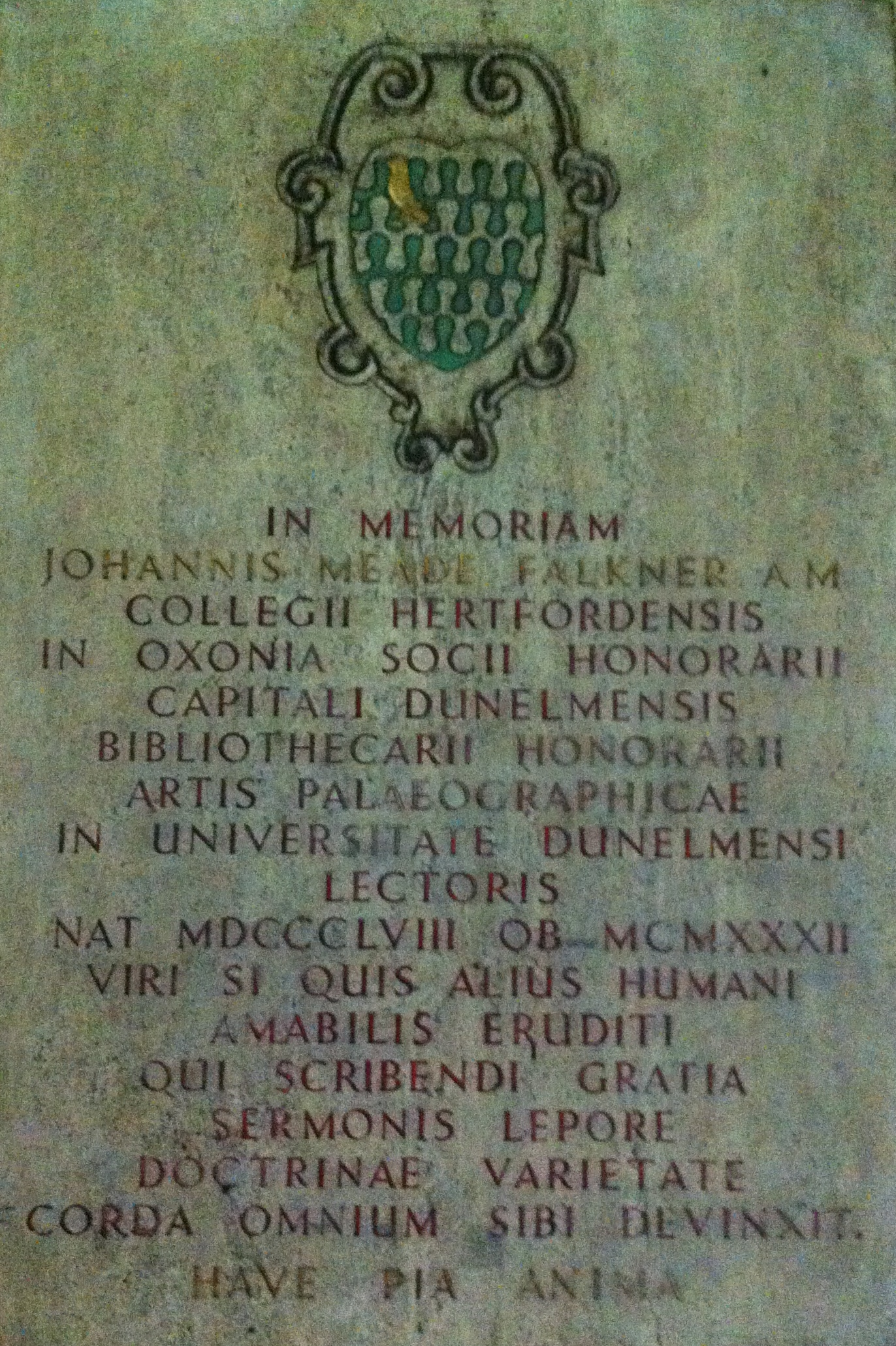
Falknerova pamětní deska umístěná na Durhamské katedrále

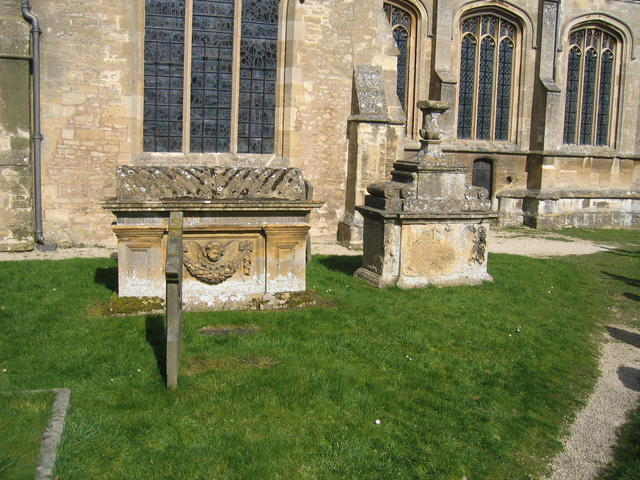
Falknerův hrob v Burfordu.

- Handbook for Travellers in Oxfordshire (1894).
- The Lost Stradivarius (1895, Ztracené stradivárky), duchařský příběh odehrávající se v Oxfordu a Neapoli.
- Moonfleet (1898, Měsíční Zátoka), dobrodružný román odehrávající se v roce 1757, příběh patnáctiletého sirotka Johna Trencharda, který žije v malé rybářské vesničce Měsíční Zátoka a který objeví v místní kryptě skrýš podloudníků a nalezne zde poklad, což mu přinese řadu útrap a mnohá nebezpečí.
- A History of Oxfordshire (1899, Dějiny Oxfordshire).
- Handbook for Berkshire (1902).
- The Nebuly Coat (1903, Erb s mrakem), román o mladém architektovi, který má za úkol dohlížet na opravu kostela v jednom přístavním městečku a který narazí na tajemství spojené s erbem místní rodiny Blandamerových.
- Bath in History and Social Tradition (1918, Lázně v historii a sociální tradici).
- A History of Durham Cathedral Library (1925, Dějiny knihovny Durhamské katedrály), spoluautor.
- Poems (1933, Básně).

## Filmové adaptace
- Moonfleet (1955), americký film, režie Fritz Lang.
- Smuggler's Bay (1964), britský televizní seriál podle románu Moonfleet, režie Christopher Barry.
- The Lost Stradivarius (1966), britský televizní film, režie Bill Bain.
- Moonfleet (1984), britský televizní seriál, režie Colin Cant.
- Moonfleet (2013), dvoudílný britský televizní film, režie Andy De Emmony.

## Česká vydání
- Měsíční zátoka, Albatros, Praha 1983, přeložila Hana Parkánová.